# Pedro Alonso
Pedro González Alonso (Vigo, Galicia, 21 de junio de 1971) es un actor español conocido por sus papeles en Rías Baixas (2003-2005), Maridos e mulleres (2005), y Padre Casares (2008-2015) a nivel gallego, y a nivel español por interpretar a personajes como Diego Murquía en Gran Hotel (2011-2013) y Andrés de Fonollosa «Berlín», en La casa de papel (2017-2021) y su spin off (2023). Por el papel de «Berlín» también se le ha llegado a reconocer mundialmente. Es licenciado por la Real Escuela Superior de Arte Dramático (RESAD). También estudió en Teatro de la Danza y realizó diversos cursos específicos.

## Biografía
Pedro González Alonso nació el 21 de junio de 1971 en Vigo (Galicia). Tiene dos hermanos, uno de ellos mellizo suyo. Estudió en el Colexio Salesiano María Auxiliadora de Vigo.

El actor tiene una relación sentimental con Tatiana Djordjevic, una mujer francesa de origen serbio que es hipnoterapeuta en París. En 1999 nació su hija, Úriel, que estudia Bellas Artes.
Su bisabuelo era hermano de Antón Hipólito Alonso Ríos.[cita requerida]

## Trayectoria
Comenzó actuando con pequeños papeles en ficciones como A las once en casa, Todos los hombres sois iguales, Condenadas a entenderse, Mediterráneo o Código fuego. Volvió a su tierra, donde desarrolló una interesante carrera en la televisión autonómica. Su primer trabajo relevante fue en Rías Baixas (2003-2005), posteriormente destacó en Maridos e mulleres (2006-2008), aunque el papel más importante de esta etapa fue en Padre Casares, donde era el sacerdote que daba título a la serie y su primer gran personaje protagonista. Alonso interpretaba a un religioso jesuita que acababa de salir del seminario. De mente abierta y joven, su sueño de ir de misiones a Ruanda se verá interrumpido cuando sea destinado a Santo Antonio de Louredo. El actor fue el padre Casares durante 136 episodios.
Abandonó la ficción en 2011 para participar como antagonista en la serie Gran Hotel, en la que se mantuvo hasta su final en 2013 con el personaje de Diego Murquía. Posteriormente, perteneció al elenco principal de la serie de misterio Bajo sospecha (2015), después interpretó a Cerezo en El ministerio del tiempo (2016) y a Villar en La embajada (2016). En 2017 tuvo un papel principal en la serie de Televisión Española Traición.
Aunque ha sido en la televisión donde ha gozado de mayor popularidad, el actor comenzó en el cine. Fue en 1996 cuando debutó en la gran pantalla con Alma gitana y Tengo una casa. Posteriormente, se le vio en Niño nadie (1997) e Insomnio (1998). También ha trabajado en Todo lo que tú quieras (2013) y La playa de los ahogados (2015).
Sin embargo, su gran proyecto televisivo llegó gracias a la serie, emitida originalmente en Antena 3, La casa de papel, interpretando a «Berlín». Después de su paso por la pequeña pantalla, la serie fue comprada por Netflix, convirtiéndose en un éxito global, haciendo de sus intérpretes estrellas mundiales.
En 2018 participó en la serie mexicana de Amazon Prime Video Diablo guardián.
En 2019 protagonizó el largometraje El silencio del pantano, dirigido por Marc Vigil.
En diciembre de 2021 Netflix anunció un spin-off de La casa de papel, emitido en 2023, una precuela titulada Berlín centrada en el personaje interpretado por Alonso.
En enero de 2025 estrena para la plataforma Netflix En la nave del encanto, una película documental de la que es protagonista, escritor, director y productor.

## Filmografía
| Año  | Título                        | Papel                 | Director                      |
| ---- | ----------------------------- | --------------------- | ----------------------------- |
| 1995 | Alma gitana                   | Antonio               | Chus Gutiérrez                |
| 1995 | Tengo una casa                | Ferrari               | Mónica Laguna                 |
| 1997 | Niño nadie                    | Alex                  | José Luis Borau               |
| 1998 | Insomnio                      | Miguel                | Chus Gutiérrez                |
| 2003 | Noviembre                     | Guarda                | Achero Mañas                  |
| 2005 | El Calentito                  | Marcos                | Chus Gutiérrez                |
| 2005 | La noche del hermano          | Portero               | Santiago García de Leániz     |
| 2010 | 18 comidas                    | Vladimir Torres       | Jorge Coira                   |
| 2010 | Todo lo que tú quieras        | Pedro                 | Achero Mañas                  |
| 2011 | Onde está a Felicidade?       | Ramón                 | Carlos Alberto Riccelli       |
| 2015 | El desconocido                | Contreras (voz)       | Dani de la Torre              |
| 2015 | La playa de los ahogados      | Marcos Valverde       | Gerardo Herrero               |
| 2019 | El silencio del pantano       | Q                     | Marc Vigil                    |
| 2020 | La casa de papel: El fenómeno | Él mismo (documental) | Pablo Lejarreta y Luis Alfaro |
| 2025 | En la nave del encanto        | Él mismo (documental) | Él mismo                      |

### Televisión
| Año         | Título                         | Papel                               | Cadena             | Notas               |
| ----------- | ------------------------------ | ----------------------------------- | ------------------ | ------------------- |
| 1997        | Todos los hombres sois iguales | Raúl                                | Telecinco          | 5 episodios         |
| 1998 - 1999 | A las once en casa             | Alejo                               | La 1               | 28 episodios        |
| 2000        | Raquel busca su sitio          | Extra                               | La 1               | 1 episodio          |
| 2002        | El comisario                   | Iván                                | Telecinco          | 1 episodio          |
| 2003        | Código fuego                   | Tomás                               | Antena 3           | 6 episodios         |
| 2003 - 2005 | Rías Baixas                    | Pedro Soutelo                       | TVG                | Elenco secundario   |
| 2005        | Hospital Central               | Curro Gómez                         | Telecinco          | 1 episodio          |
| 2006 - 2008 | Maridos e mulleres             | Carlos                              | TVG                | 28 episodios        |
| 2007        | RIS Científica                 | Héctor                              | Telecinco          | 1 episodio          |
| 2008        | La bella Otero                 | Venancio Romero                     | La 1               | Película televisiva |
| 2008        | El espejo                      | Álvaro                              | TVG                | Película televisiva |
| 2008 - 2015 | Padre Casares                  | Obispo Horacio Casares              | TVG                | 136 episodios       |
| 2009        | Gondar                         | Pedro Soutelo                       | TVG                | 22 episodios        |
| 2011        | 14 de abril. La república      | Acosta                              | La 1               | 2 episodios         |
| 2011 - 2013 | Gran Hotel                     | Diego Murquía / Adrián Vera Celande | Antena 3           | 39 episodios        |
| 2015        | Bajo sospecha                  | Roberto Vega Sánchez                | Antena 3           | 8 episodios         |
| 2015        | Hospital Real                  | Andrés Osorio                       | TVG                | 15 episodios        |
| 2016        | El Ministerio del Tiempo       | Teniente Saturnino Martín Cerezo    | La 1               | 2 episodios         |
| 2016        | La embajada                    | Pablo Villar                        | Antena 3           | 11 episodios        |
| 2017 - 2018 | Traición                       | Roberto Fuentes del Riego           | La 1               | 9 episodios         |
| 2017 - 2021 | La casa de papel               | Andrés de Fonollosa «Berlín»        | Antena 3 / Netflix | 31 episodios        |
| 2018        | Diablo guardián                | Gallego                             | Amazon Prime Video | 3 episodios         |
| 2023        | Berlín                         | Andrés de Fonollosa «Berlín»        | Netflix            | 8 episodios         |

## Teatro
- Por amor al arte (2003)[15]
- Los justos (2013)[16]
- O Crédito (2015)

## Obras publicadas
- Alonso, Pedro (4 de junio de 2020). El libro de Filipo. Grijalbo ilustrados. p. 272. ISBN 978-8417752620.[17]

## Premios y nominaciones
Premios de la Unión de Actores
| Año  | Categoría                            | Trabajo          | Resultado |
| ---- | ------------------------------------ | ---------------- | --------- |
| 2018 | Mejor actor secundario de televisión | La casa de papel | Ganador   |

Premios Mestre Mateo
| Año  | Categoría                                   | Trabajo        | Resultado |
| ---- | ------------------------------------------- | -------------- | --------- |
| 2008 | Mejor interpretación masculina protagonista | Padre Casares  | Nominado  |
| 2008 | Mejor interpretación masculina protagonista | El espejo      | Nominado  |
| 2008 | Mejor interpretación masculina de reparto   | La Bella Otero | Nominado  |
| 2009 | Mejor interpretación masculina protagonista | Padre Casares  | Nominado  |
| 2010 | Mejor interpretación masculina protagonista | Padre Casares  | Nominado  |
| 2012 | Mejor interpretación masculina de reparto   | Gran Hotel     | Nominado  |
| 2013 | Mejor interpretación masculina de reparto   | Gran Hotel     | Nominado  |

Fotogramas de Plata
| Año  | Categoría                 | Serie            | Resultado |
| ---- | ------------------------- | ---------------- | --------- |
| 2017 | Mejor actor de televisión | La casa de papel | Nominado  |

Festival de Televisión de Montecarlo
| Año  | Categoría                   | Trabajo       | Resultado |
| ---- | --------------------------- | ------------- | --------- |
| 2009 | Ninfa de Oro al Mejor actor | Padre Casares | Nominado  |

Festival de Cine de Bogotá
| Año  | Categoría   | Trabajo        | Resultado |
| ---- | ----------- | -------------- | --------- |
| 1996 | Mejor actor | Tengo una casa | Nominado  |
| 1998 | Mejor actor | Insomnio       | Nominado  |

Festival Internacional de Cine de Ourense
| Año  | Categoría                                  | Trabajo    | Resultado |
| ---- | ------------------------------------------ | ---------- | --------- |
| 2010 | Mención Especial al Mejor reparto y equipo | 18 comidas | Ganador   |